# K League 1997
Die Professional Tournament 1997 war die fünfzehnte Spielzeit der höchsten südkoreanischen Fußballliga. Die Liga bestand aus zehn Vereinen. Daejeon Citizen trat in dieser Saison der K League bei.  Sie spielten jeweils zweimal gegeneinander.

## Teilnehmende Mannschaften
folgende Mannschaften nahmen an der Professional Tournament 1997 teil:
| Verein                  | Ort       | Gründungsjahr | Heimspielstätte               | Vorjahresplatzierung HR/RR |
| ----------------------- | --------- | ------------- | ----------------------------- | -------------------------- |
| Bucheon SK              | Bucheon   | 1982          | Mokdong-Stadion               | 4./2. Platz                |
| Anyang LG Cheetahs      | Anyang    | 1983          | Anyang-Stadion                | 8./8. Platz                |
| Cheonan Ihlwa Chunma    | Cheonan   | 1989          | Cheonan-Oryong-Stadion        | 9./5. Platz                |
| Pohang Steelers         | Pohang    | 1973          | Steel-Yard-Stadion            | 2./3. Platz                |
| Pusan Daewoo Royals     | Busan     | 1979          | Busan-Gudeok-Stadion          | 7./4. Platz                |
| Ulsan Hyundai Horang-i  | Ulsan     | 1983          | Ulsan-Gongseol-Stadion        | Meister                    |
| Chonbuk Hyundai Dinos   | Jeonju    | 1995          | Jeonju-Stadion                | 5./7. Platz                |
| Chunnam Dragons         | Gwangyang | 1995          | Gwangyang-Fußballstadion      | 6./6. Platz                |
| Suwon Samsung Bluewings | Suwon     | 1996          | Suwon-Stadion                 | Vizemeister                |
| Daejeon Citizen         | Daejeon   | 1997          | Daejeon-Hanbat-Sports-Komplex | Neu                        |

## Abschlusstabelle
| Pl. | Verein                     | Sp. | S  | U | N  | Tore    | Diff. | Punkte |
| --- | -------------------------- | --- | -- | - | -- | ------- | ----- | ------ |
| 1.  | Pusan Daewoo Royals        | 18  | 11 | 4 | 3  | 024:900 | +15   | 37     |
| 2.  | Chunnam Dragons            | 18  | 10 | 6 | 2  | 026:130 | +13   | 36     |
| 3.  | Ulsan Hyundai Horang-i (M) | 18  | 8  | 6 | 4  | 028:210 | +7    | 30     |
| 4.  | Pohang Steelers            | 18  | 8  | 6 | 4  | 025:220 | +3    | 30     |
| 5.  | Suwon Samsung Bluewings    | 18  | 7  | 7 | 4  | 023:230 | ±0    | 28     |
| 6.  | Chonbuk Hyundai Dinos      | 18  | 6  | 8 | 4  | 032:250 | +7    | 26     |
| 7.  | Daejeon Citizen            | 18  | 3  | 7 | 8  | 021:250 | −4    | 16     |
| 8.  | Cheonan Ilhwa Chunma       | 18  | 2  | 7 | 9  | 019:310 | −12   | 13     |
| 9.  | Anyang LG Cheetahs         | 18  | 1  | 8 | 9  | 015:270 | −12   | 11     |
| 10. | Bucheon SK                 | 18  | 2  | 5 | 11 | 019:360 | −17   | 11     |

| (M) | Amtierender Meister: Ulsan Hyundai Horang-i |